# Harirud
Der Harirud oder Hari Rud (persisch هریرود, DMG Harī-Rūd), kurz Hari, ist ein auch Tedschen (anders transliteriert Tejen) genannter  1124 km langer Fluss in Afghanistan, Iran und Turkmenistan. In der Antike wurde er griechisch Ochos genannt.

## Verlauf
Er entspringt im Zentrum Afghanistans im Koh-e Baba und fließt westwärts an der 2280 m hoch gelegenen Hauptstadt Tschaghtscharan der afghanischen Provinz Ghor und weiter am Minarett von Dschām vorbei. In der Provinz Harat wird er von der Salma-Talsperre (dessen Wasserkraftwerk hat eine Leistung von 42 MW) und der Paschdan-Talsperre (2 MW) gestaut. Er fließt dann südlich an Herat vorbei. Das dortige Flusstal ist bekannt für seine hohe Fruchtbarkeit und dichte Besiedlung. Später bildet er die iranische Grenze mit Afghanistan und Turkmenistan. Etwa 5 km vor der Einmündung des Kaschaf Rud wird der Hari Rud durch die Doosti-Talsperre gestaut. Das Wasserkraftwerk (16 MW) wird seit Oktober 2005 gemeinsam von Iran und von Turkmenistan betrieben. Die Talsperre soll auch für die Bewässerung der umliegenden Ebene und für die Wasserversorgung von Maschhad genutzt werden. Der Hari Rud durchfließt weiter die Grenzstadt Serachs (Turkmenistan) / Sarachs (Iran), kreuzt in Turkmenistan den Karakumkanal und endet westlich der Oasenstadt Tedschen in einer über 60 km breiten Oase in der Wüste Karakum.
Rud bedeutet im Persischen „Fluss“.

## Hydrometrie
Mittlerer monatlicher Abfluss des Hari Rud (in m³/s) am Pegel Robat-i-Akhond
 gemessen von 1966–1978